# 앨버트 스캔런
앨버트 조지프 스캔런(Albert Joseph Scanlon, 1935년 10월 10일 ~ 2009년 12월 22일)은 잉글랜드의 전 축구 공격수였다.
맨체스터 유나이티드 FC의 공격수였던 찰리 미튼의 조카이며, 유소년 시절부터 뛰어난 재능을 보여 1950년부터 맨체스터 유나이티드의 유소년팀에 입단해 활약하였다. 이후 1953년년과 1954년 연속으로 FA 유스컵에서 팀이 우승을 차지하는 데 공헌했으며, 11월 20일 아스널 FC와의 경기로 프로 무대에 데뷔하였다. 그 뒤 팀이 1955-56 시즌과 1956-57 시즌 2연속 리그 우승에 오르는 데 기여했으나, 스캔런은 두 번 모두 우승 메달을 받지 못했다.
이후 1958년 2월 5일 베오그라드에서 열린 레드 스타 베오그라드와의 원정 경기를 끝내고 맨체스터로 복귀하던 도중 재급유를 위해 항공기가 뮌헨을 경유한 뒤, 항공기가 이륙에 실패하여 뮌헨 비행기 참사로 알려진 항공 사고가 발생하였다. 당시 스캔런은 보비 찰턴 등과 함께 생존했던 선수 중 한 명이었으며, 사고 당시 다리가 부러지고 두개골이 골절되었으며 신장이 손상되는 중상을 입었다. 하지만 1958-59 시즌을 앞두고 기적적으로 부상에서 복귀해 시즌 종료 때까지 16골을 득점하면서 팀을 리그 2위로 이끌었다.
그 뒤 1960년 11월 1만 8천 파운드에 뉴캐슬 유나이티드 FC로 팀을 옮겼으나, 부진을 거듭하여 1962년 2월 하부 리그 소속이었던 링컨 시티 FC로 이적하였다. 이후 1963년 4월부터 맨스필드 타운 FC 소속으로 뛰었으며, 1966년 벨퍼 타운 FC로 옮긴 뒤 은퇴를 선언하였다.
은퇴 이후 맨체스터 인근에 있는 콜게이트파몰리브 공장에서 경비원으로 일했으며, 2007년 5월 13일 과거 팀 동료였던 빌 폴크스와 함께 2006-07 시즌 우승을 차지한 맨체스터 유나이티드에 프리미어리그 우승 트로피를 전달하였다. 그 뒤 2008년 5월 21일 러시아 모스크바에서 열린 맨체스터 유나이티드 FC와 첼시 FC와의 2007-08 UEFA 챔피언스리그 결승전을 관전하였으며, 이 때 뮌헨 비행기 참사의 생존자인 보비 찰턴, 해리 그렉 또한 같이 관전하였다.
이후 2009년 10월 21일 신장병 및 폐렴으로 그레이터맨체스터주의 솔퍼드에 있는 솔퍼드 국립의료원에서 치료를 받은 뒤, 2달동안 투병 생활을 하다가 12월 22일 사망했다. 2010년 1월 13일 위스트에서 장례식이 거행되었으며, 맨체스터 유나이티드 동료였던 보비 찰턴, 해리 그렉, 빌 폴크스 및 과거 맨체스터 유나이티드 선수였던 데니스 로, 노비 스틸스를 포함해 300여명의 관계자들이 참석했다.